# Chiesa di Sant'Angelo (Licata)
Il Santuario di Sant'Angelo è ubicato nella onononima piazza del centro storico di Licata, nel libero consorzio comunale di Agrigento.

## Storia
I lavori perfezionati nelle forme attuali ed eseguiti nel 1752 furono valutati dal canonico Angelo Italia, architetto ed "ingegnerio" della diocesi di Agrigento, e dall'architetto Giovanni Biagio Amico.
La chiesa è stata elevata a santuario il 5 maggio 2010 dall'arcivescovo metropolita di Agrigento, Francesco Montenegro.

## Esterno
Nella controfacciata è addossata una tribuna lignea su colonne.

## Interno
Impianto basilicale a croce latina ripartito in tre navate per mezzo di colonne in pietra di Billiemi. Sotto la seconda e quinta arcata di ciascuna navata laterale sono custoditi i cerei o torce ( 'ntorci). Le strutture processionali rappresentano i titoli di Sant'Angelo: Dottore, Confessore, Vergine e Martire (i quattro castelli cittadini, i quattro baluardi difensivi, le antiche corporazioni di mestieri, i vascelli saraceni che inseguivano la nave che riportava in patria le reliquie del martire). Fanno riferimento alla corporazione dei pastori, agricoltori e ortofrutticoli e ricalcano lo stile classico o barocco o gotico. Dal 2012, dopo l'interruzione dovuta ad un incidente nel 1999, le quattro macchine sono affiancate da altrettante riproduzioni realizzate in materiale più leggero.  

### Navata destra
- Prima campata.
- Seconda campata: Altare di San Spiridione. Sulla sopraelevazione è custodito il dipinto di fattura moderna raffigurante l'Apparizione della figlia Irene a San Spiridione, opera di Iris Isgrò del 1975.
- Terza campata: Altare della Deposizione già Altare di San Giuseppe. Sulla sopraelevazione è custodito il dipinto raffigurante la Deposizione, opera di Gioacchino Martorana del 1778, proveniente dalla parete sinistra della Cappella di Sant'Angelo.
- Quarta campata: Altare dei Santi Apostoli Filippo e Giacomo. Sulla sopraelevazione dell'altare è custodito il dipinto raffigurante i Santi Apostoli Filippo e Giacomo, olio su tela, opera di ignoto autore siciliano. Dipinto proveniente dalla parete destra della Cappella di Sant'Angelo, già collocato nella Cappella della Madonna di Trapani ubicata nel braccio destro del transetto. L'ambiente ricorda il primitivo luogo di culto che insisteva parzialmente sull'area dell'attuale aggregato conventuale. Sotto l'arcata il pozzo miracoloso ove sarebbero state scoperte le reliquie di Sant'Angelo, realizzato con una artistica balaustra ottagonale nel 1673 dal maestro marmoraro trapanese Giovanni Romano, committente il barone Francesco Vincenzo Buglio Minafria e Serrovira.
  - Statua raffigurante San Francesco di Paola, opera proveniente dalla chiesa omonima non più esistente.
- Quinta campata: Altare di Sant'Elia. Statua lignea raffigurante il profeta Elia, opera riscattata dalla antica chiesa carmelitana di Sciacca.

### Navata sinistra
- Prima campata: Altare delle Anime del Purgatorio. Sulla sopraelevazione dell'altare il dipinto raffigurante le Anime del Purgatorio, olio su tela, opera di ignoto autore siciliano.
- Seconda campata: Altare dell'Ecce Homo. Sulla sopraelevazione dell'altare il dipinto raffigurante l'Ecce Homo, olio su tela, opera di ignoto autore siciliano del XV - XVI secolo. Sulla mensa è collocata una scultura raffigurante l'Ecce Homo.
- Terza campata: Altare della Madonna della Lettera. Sulla sopraelevazione dell'altare il dipinto raffigurante la Madonna della Lettera, olio su tela, opera di ignoto autore siciliano del XVII secolo.
- Quarta campata: Altare del Santissimo Crocifisso. Sulla parete il Crocifisso, ai piedi la statua dell'Addolorata. Ai lati due steli con busti.
- Quinta campata: Altare del sacro Cuore di Gesù. Nella sopraelevazione nicchia con decorazione esterna in stile gotico che ospita il simulacro ligneo del sacro Cuore di Gesù benedicente.

### Transetto
- Braccio transetto destro: Cappella della Madonna di Trapani. Nella nicchia delimitata da lesene e sormontata da timpano triangolare è custodita la statua raffigurante la Madonna di Trapani con panneggi carmelitani.
- Braccio transetto sinistro: Cappellone di Sant'Angelo Carmelitano. Ambiente delimitato da cancellata in ferro battuto progettata da Angelo Italia. Sulla parete destra è documentato il dipinto raffigurante i Santi Apostoli Filippo e Giacomo, olio su tela, opera di ignoto autore siciliano. Dipinto già proveniente dalla Cappella della Madonna di Trapani e transitato nella terza campata della navata destra. Sulla parete sinistra è documentato il dipinto raffigurante la Deposizione, opera di Gioacchino Martorana del 1778, trasferita nel secondo altare della navata destra, già Cappella di San Giuseppe.

### Abside
- Martirio ed Estasi mistica di Sant'Angelo, olio su tela, dipinti di ignoto del XVII e XVIII secolo, custoditi ai lati dell'abside.
- Affreschi realizzati sotto le grandi arcate ai lati del presbiterio. Affresco nel lunettone realizzato nella metà del XX secolo.

La monumentale sopraelevazione marmorea, realizzata dopo gli anni 40 del XX secolo, in sostituzione della macchina lignea, è costituita da colonne ioniche binate sormontate da capitelli corinzi, sormontate da timpano spezzato con stemma intermedio. Le insegne carmelitane sono decorate da raggiera dorata. 
Nella grande nicchia centrale è custodita la statua raffigurante Sant'Angelo Carmelitano, opera riscattata dalla antica chiesa carmelitana di Acireale.

## Opere
- Sant'Alberto degli Abati, statua lignea di fattura moderna.
- Santa Teresa di Gesù Bambino, statua.
- Sant'Anna e la Vergine, gruppo statuario collocato nella navata destra.
- Sacro Cuore di Gesù, navata sinistra.

- Cenotafi e i sarcofagi marmorei di Angelo Frangipane e Celestre (1795), del marchese Gerolamo Frangipane (1758), del marchese Domenico Cannada (1762), della baronessa Isabella De Caro e Miano.

## Convento
Dal 1º marzo 2020 il cardinale Francesco Montenegro ha riaffidato il santuario e il convento ai padri carmelitani insediando una comunità carmelitana internazionale.